# 宝兴里 (喜剧)
宝兴里是中華人民共和國上海市的一部喜劇，融合了滑稽戏、单口喜剧、话剧等多种形式。2022年9月23日，宝兴里在上海兰心大戏院首演。該喜劇根據宝兴里的旧改故事所创作。
宝兴里由上海文广演艺集团和上海滑稽剧团聯合推出，上海市文化发展基金会資助，创作人員有王宝社、李伯男、桑琦、蔣亮等，主角分别由王汝刚、钱程、小翁双杰、豆豆等擔任。